# بیوکانین ای
بیوکانین ای (به انگلیسی: Biochanin A) با فرمول شیمیایی C۱۶H۱۲O۵ یک ترکیب شیمیایی با شناسه پاب‌کم ۵۲۸۰۳۷۳ است. که جرم مولی آن ۲۸۴٫۲۶ g/mol می‌باشد. 